# Alrewas
Alrewas is een plaats en civil parish in het bestuurlijke gebied Lichfield, in het Engelse graafschap Staffordshire.

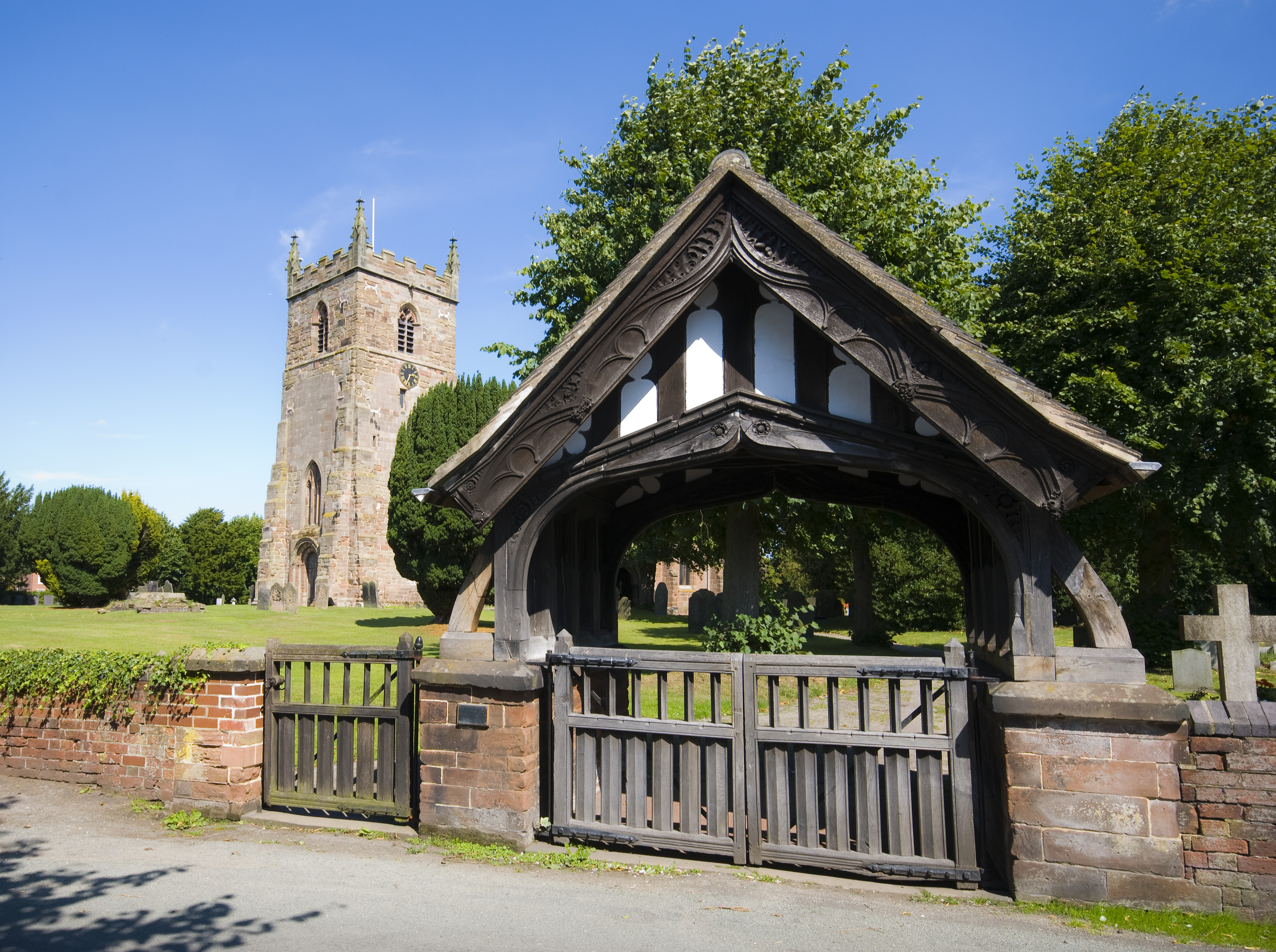
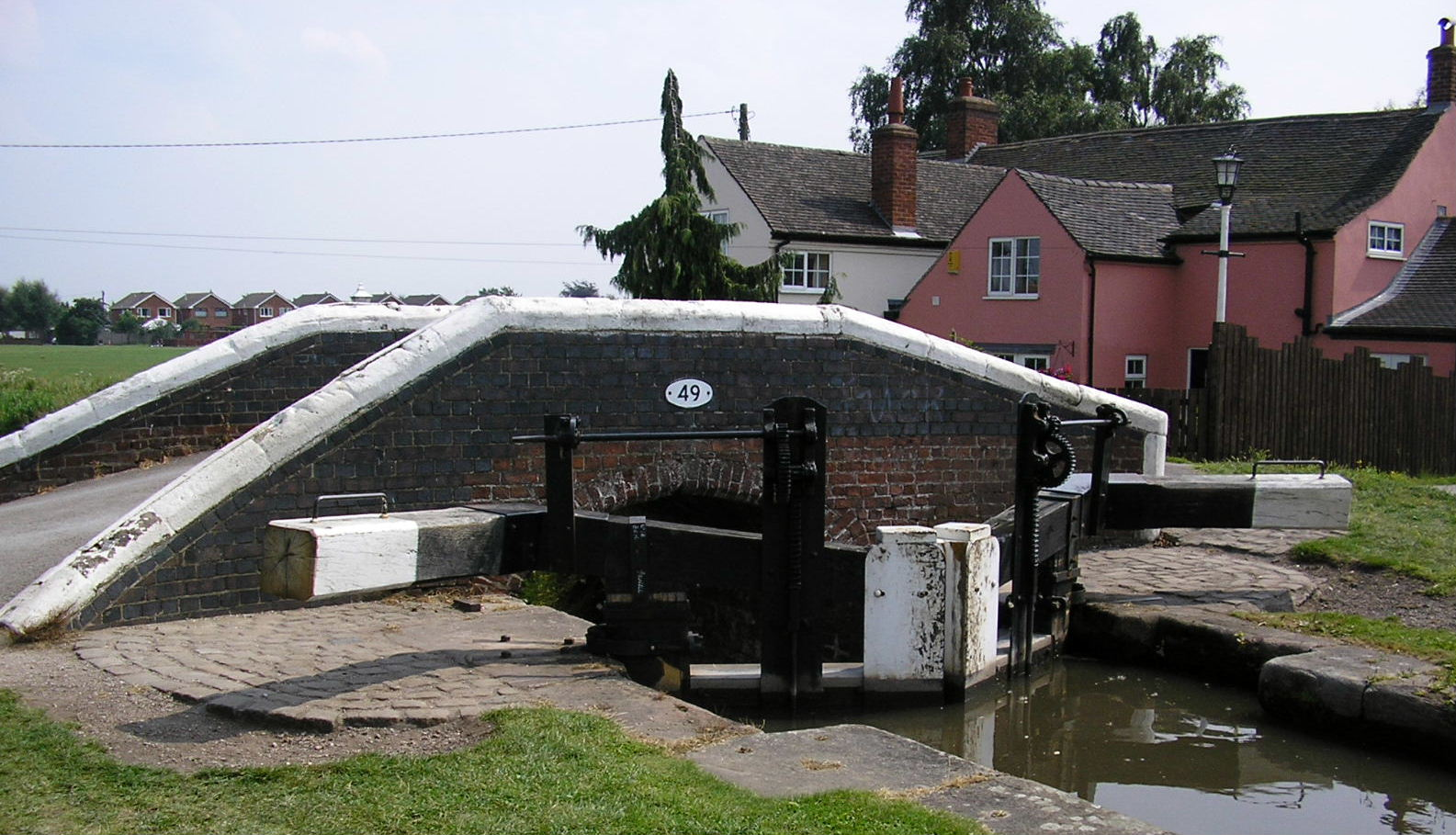
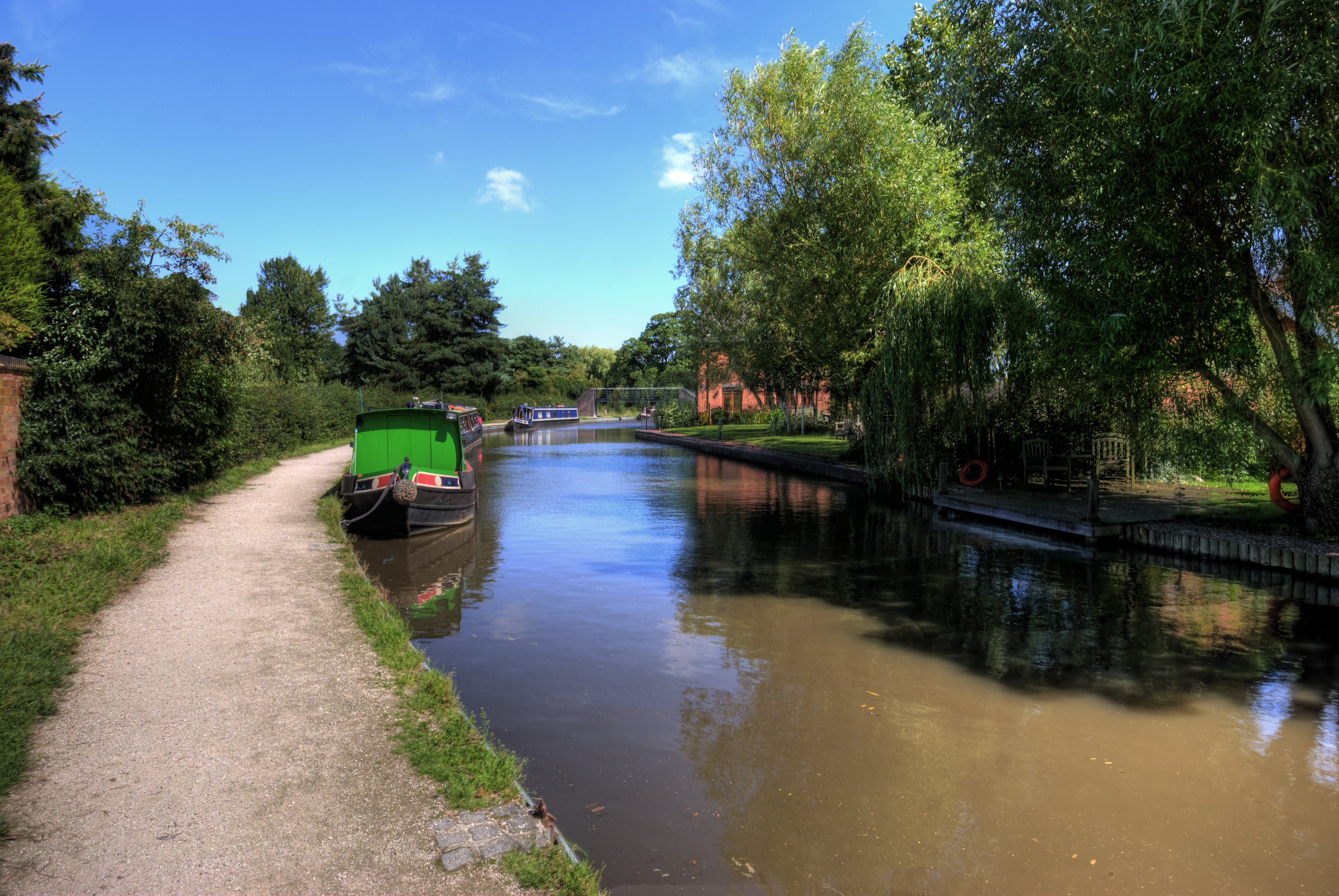